# STS-124
STS-124 — космічний політ шатла «Діскавері» за програмою «Спейс Шаттл». Продовження збірки Міжнародної космічної станції — доставка наступної частини японської лабораторії Кібо — герметичного відсіку (JEM PM) і маніпулятора «JEMRMS». До катастрофи «Колумбії», ця місія була призначена саме для неї.

## Екіпаж
- Марк Келлі (3)[1] — командир екіпажу;
- Кенет Гем (англ. Kenneth T. Ham) (1) — пілот;
- Карен Ніберг (англ. Karen L. Nyberg) (1) — фахівець з програмою польоту;
- Рональд Гаран (1) — фахівець з програмою польоту;
- Майкл Фоссум (2) — фахівець з програмою польоту;
- Акихико Хошіде (англ. Akihiko Hoshide) (1) — фахівець з програмою польоту.

### ЕкіпажМКС-17(старт)
- Грег Шамітофф (1) — бортінженер

### ЕкіпажМКС-17(посадка)
- Гаррет Райзман (англ. Garrett Reisman) (1) — бортінженер

В екіпажі «Діскавері» — чотири новачки космічних польотів: Кенет Хем, Рональд Гаран, Карен Ніберг і Акихико Хошіде.
Спочатку, до складу екіпажу, який був оголошений НАСА 22 березня 2007 року, входив Стівен Боуен (англ. Stephen J. Bowen), проте потім було оголошено про заміну: Стівен Боуен летить на STS-126, а на його місце призначений Майкл Фоссум. У зв'язку з цією заміною був також змінений склад астронавтів для виходів у відкритий космос.

## Виходи у відкритий космос
- Вихід 1 (4-й день польоту) — «Гаран і Фоссум»

Метою виходу став ремонт мобільного транспортера МКС і випробування подовжувача робота-маліпулятора.
Початок 8 червня 2008 року — 13:17 UTC, Закінчення — 20:49 UTC, Тривалість: 7:00 32 хвилини.
Це був 66-й вихід у космос пов'язаний з МКС, 38-й вихід безпосередньо з МКС, 20-й вихід з американського модуля «Квест» в американських скафандрах.
Це 4-й вихід у космос Майкла Фоссум і 1-й вихід Рональда Гарана.
- Вихід 2 (6-й день польоту) — «Гаран і Фоссум»
- Вихід 3 (9-й день польоту) — «Гаран і Фоссум»

Вихід тривав 6:00 33 хвилини.
За цей час було проведено ряд робіт: Заміна ємності з азотом для охолодження станції і зняття теплозахисних кожухів з маніпулятора науково — експериментального апарата «Кібо».
Також у ході виходу була встановлена телевізійна камера МКС (вона була демонтована раніше для заміни блоку живлення).

## Мета
Одна з основних цілей експедиції — доставити на орбіту, компоненти японського дослідницького модуля «Кібо»: герметичний відсік (JEM PM), опорні шасі, японський робот-маніпулятор (JEM RMS). Також на станцію рейсом STS-124 прибув американський астронавт Марк Келлі.

## Підготовка до польоту
16 квітня 2007 року через затримку старту місії «Атлантіс» STS-117 керівництво НАСА ухвалило рішення про деякі перестановки в черговості польотів шатлів. Планувався раніше для місії STS-124 шатл «Атлантіс» замінений на шаттл «Дискавері».

## Галерея

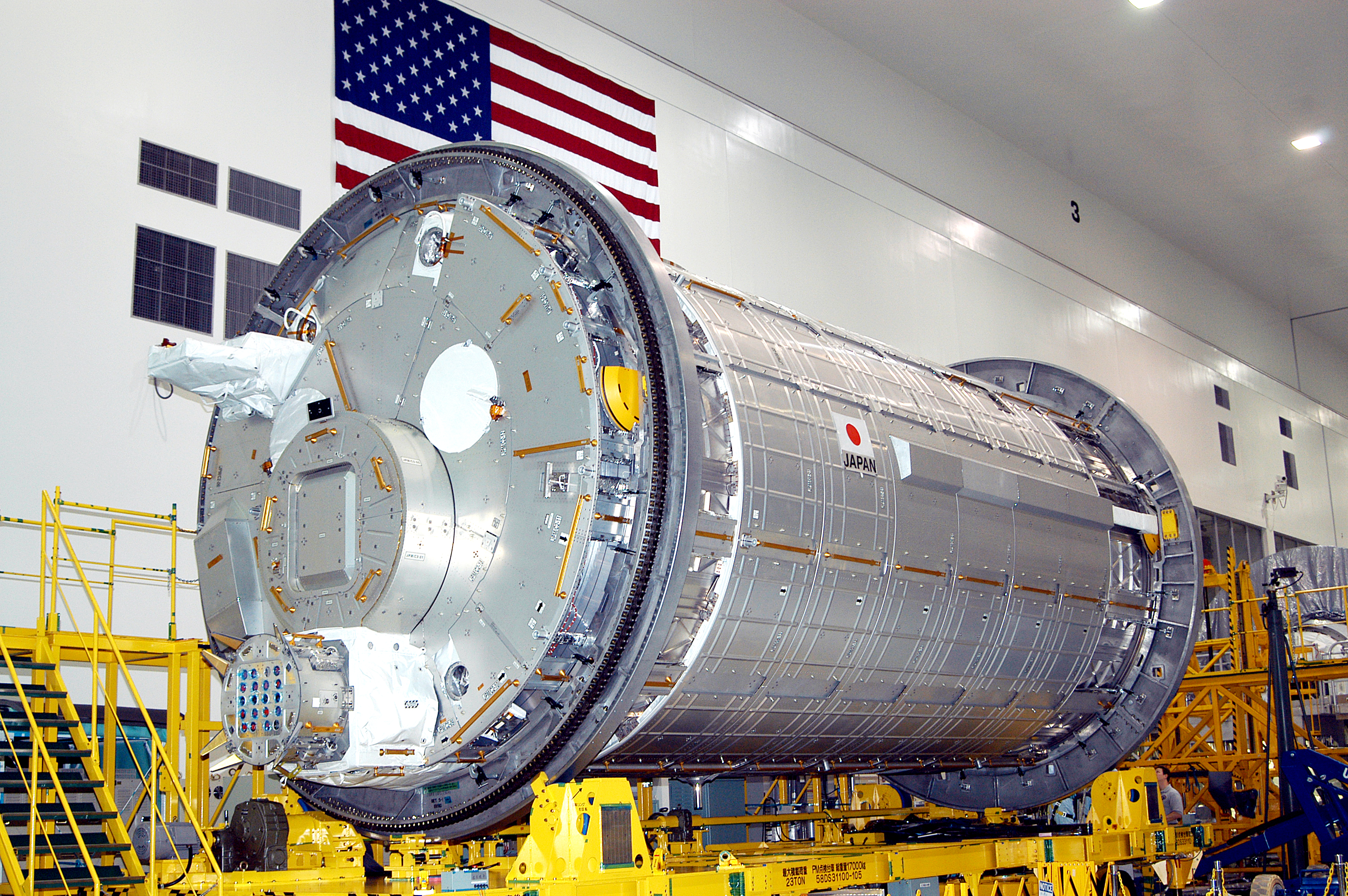
Герметичний відсік модуля «Кібо» (JEM PM) який привезла місія «STS-124»
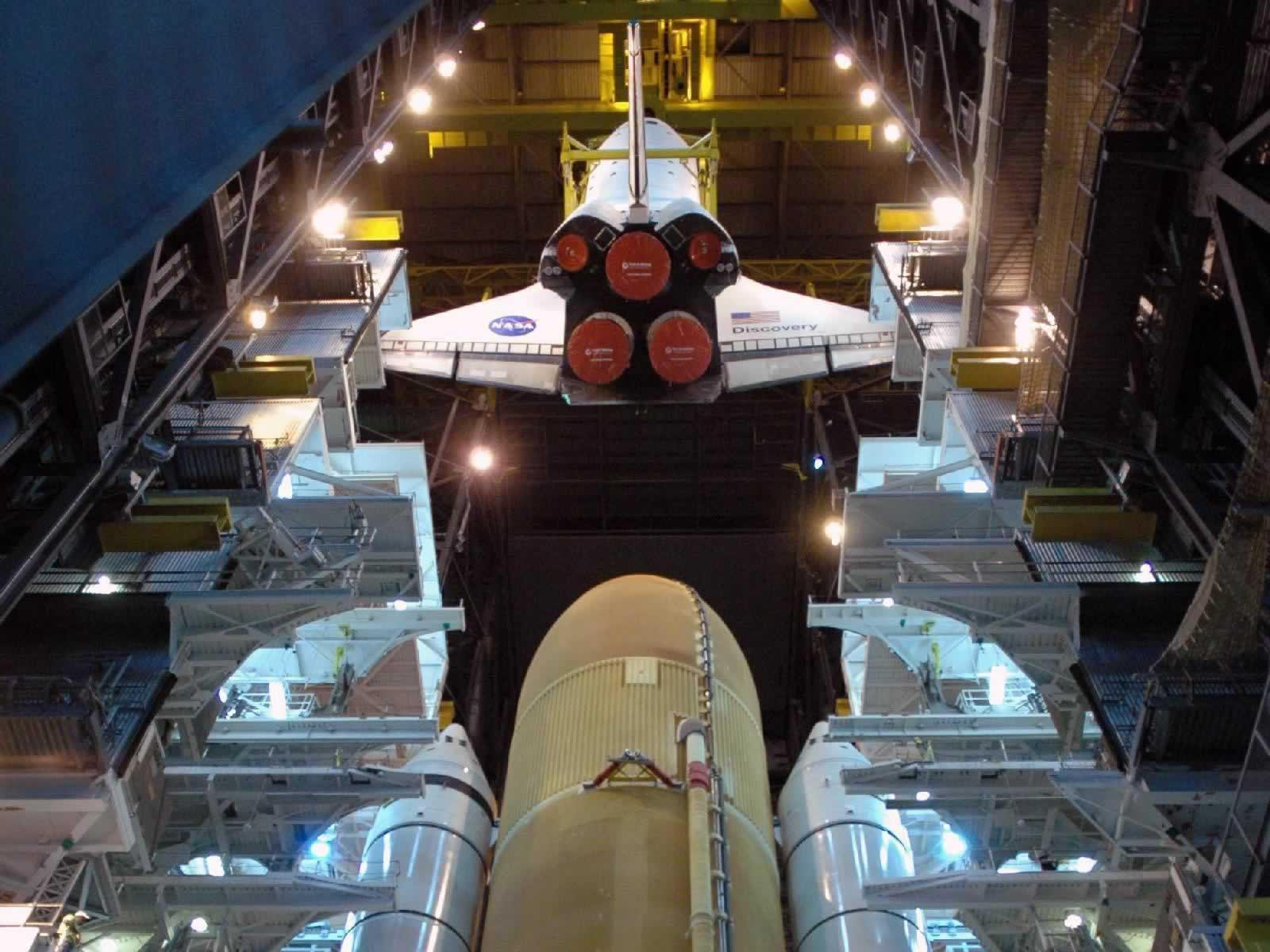
Кран опускає «Діскавері» до зовнішнього паливного бака і МТКК у високій затоку 3 будівлі вертикальної збірки для «STS-124»
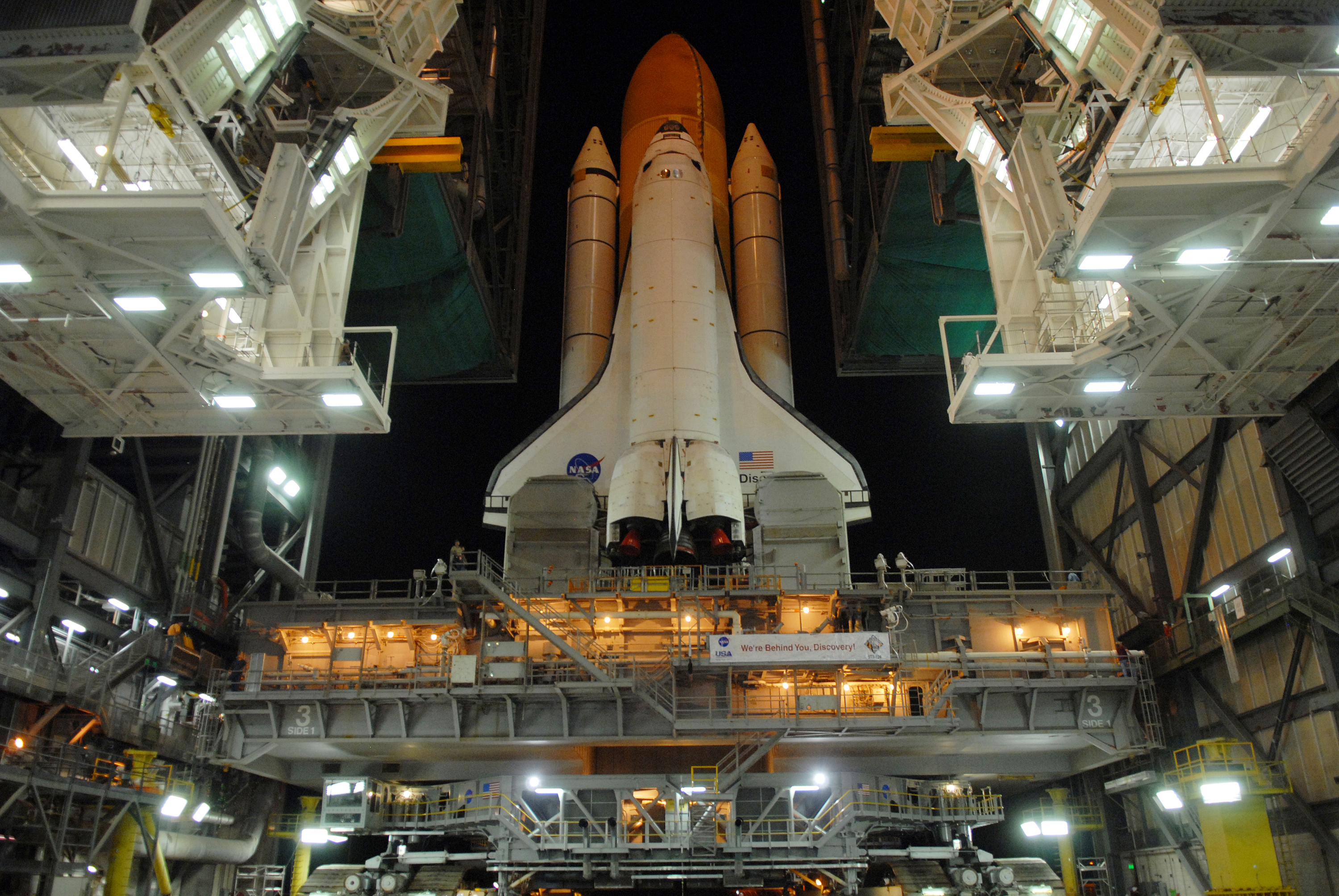
Підготовка до польоту
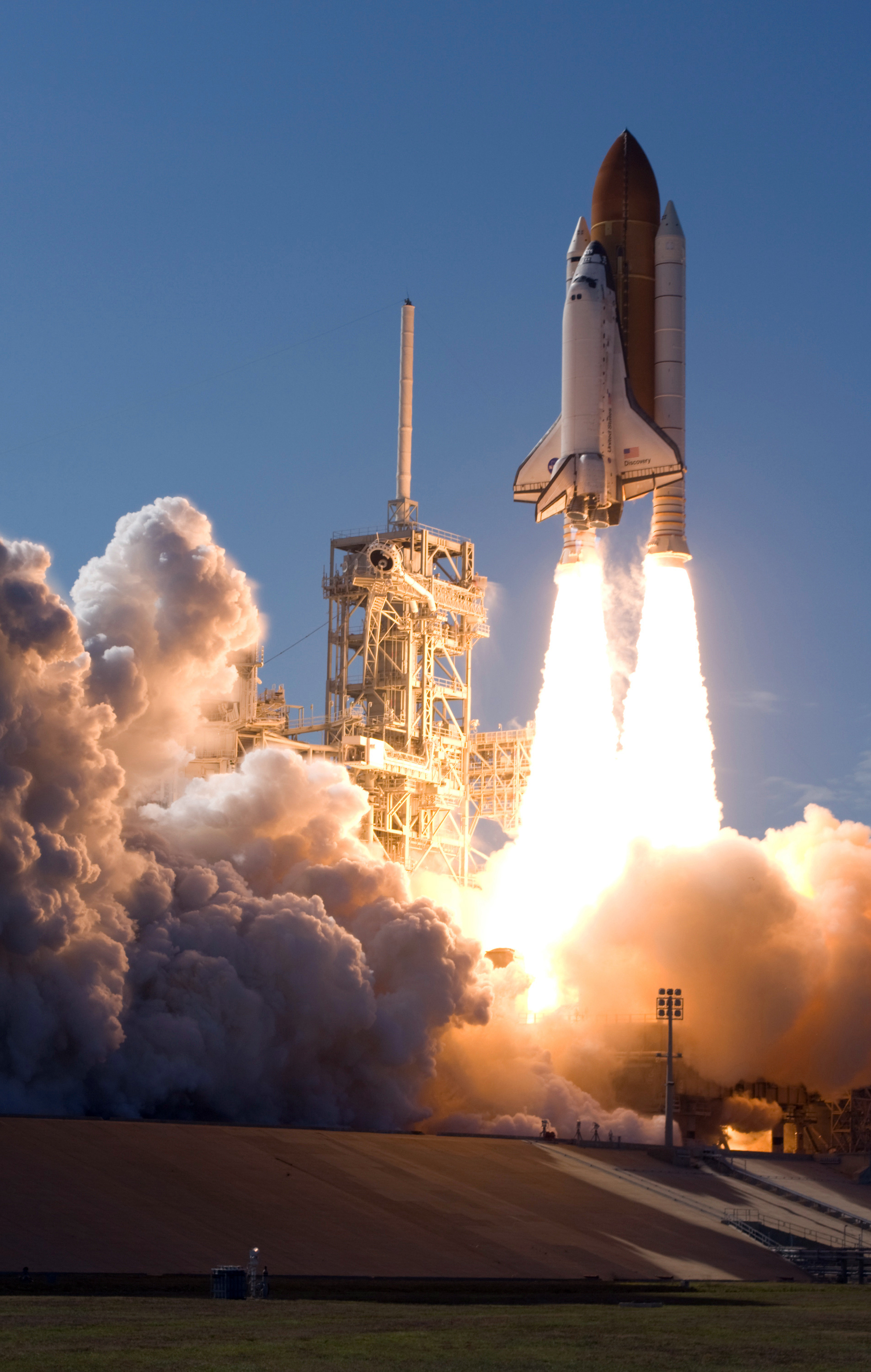
Старт польоту «Діскавері STS-124».
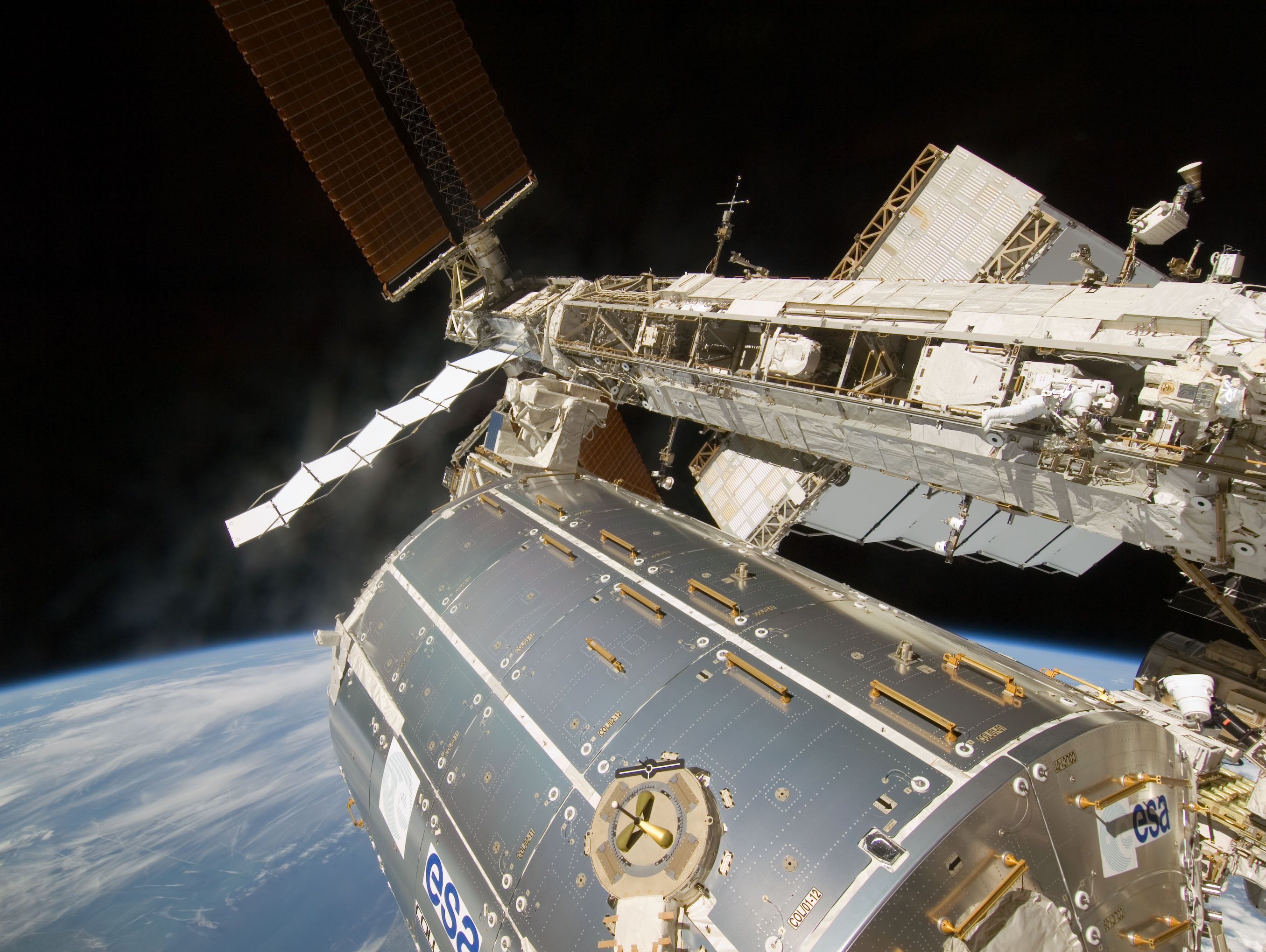
Рон Гаран працює поза лабораторії Колумбос
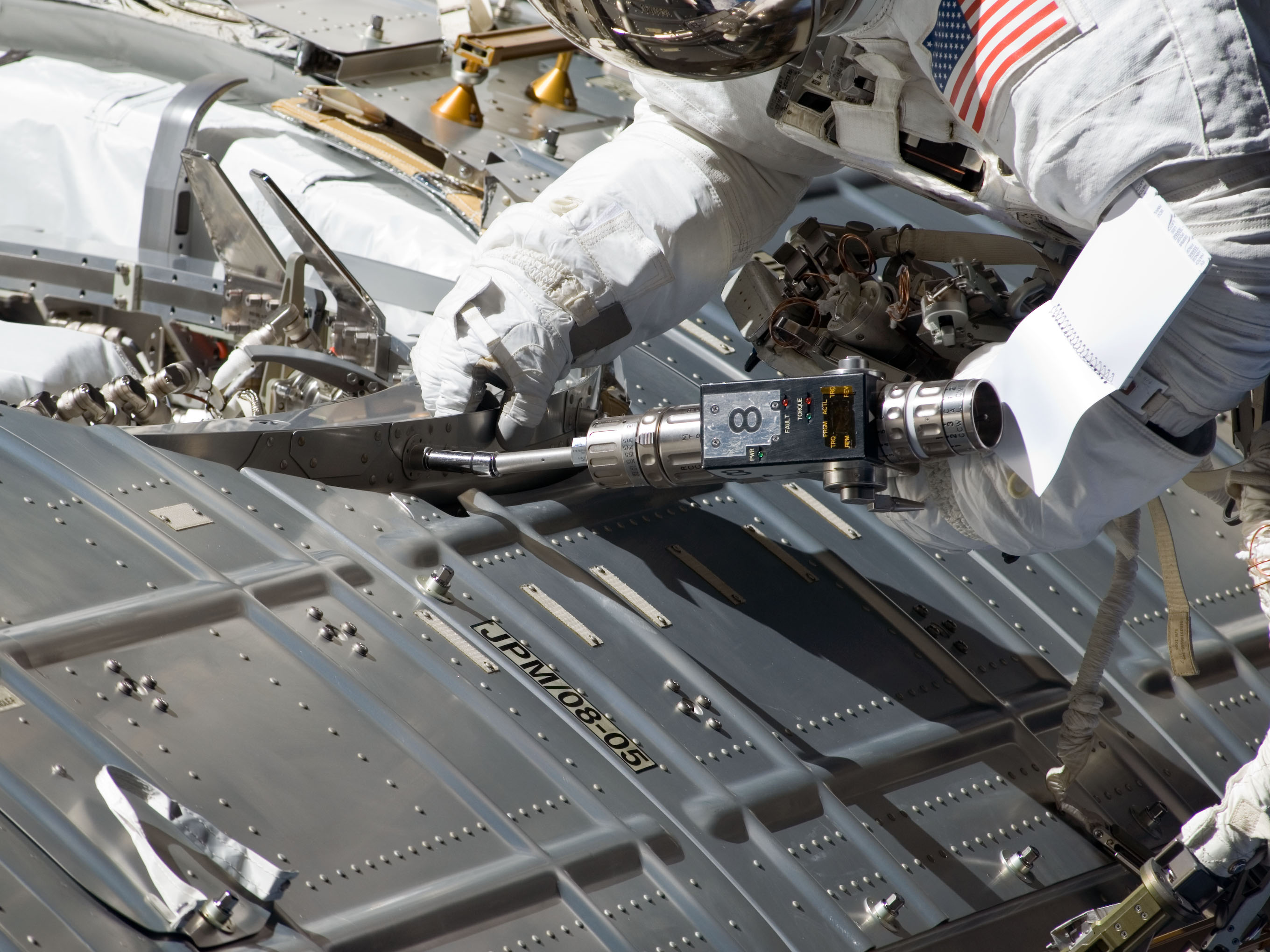
Рон Гаран на другий відкритий космос місії, польоту 6-й день.
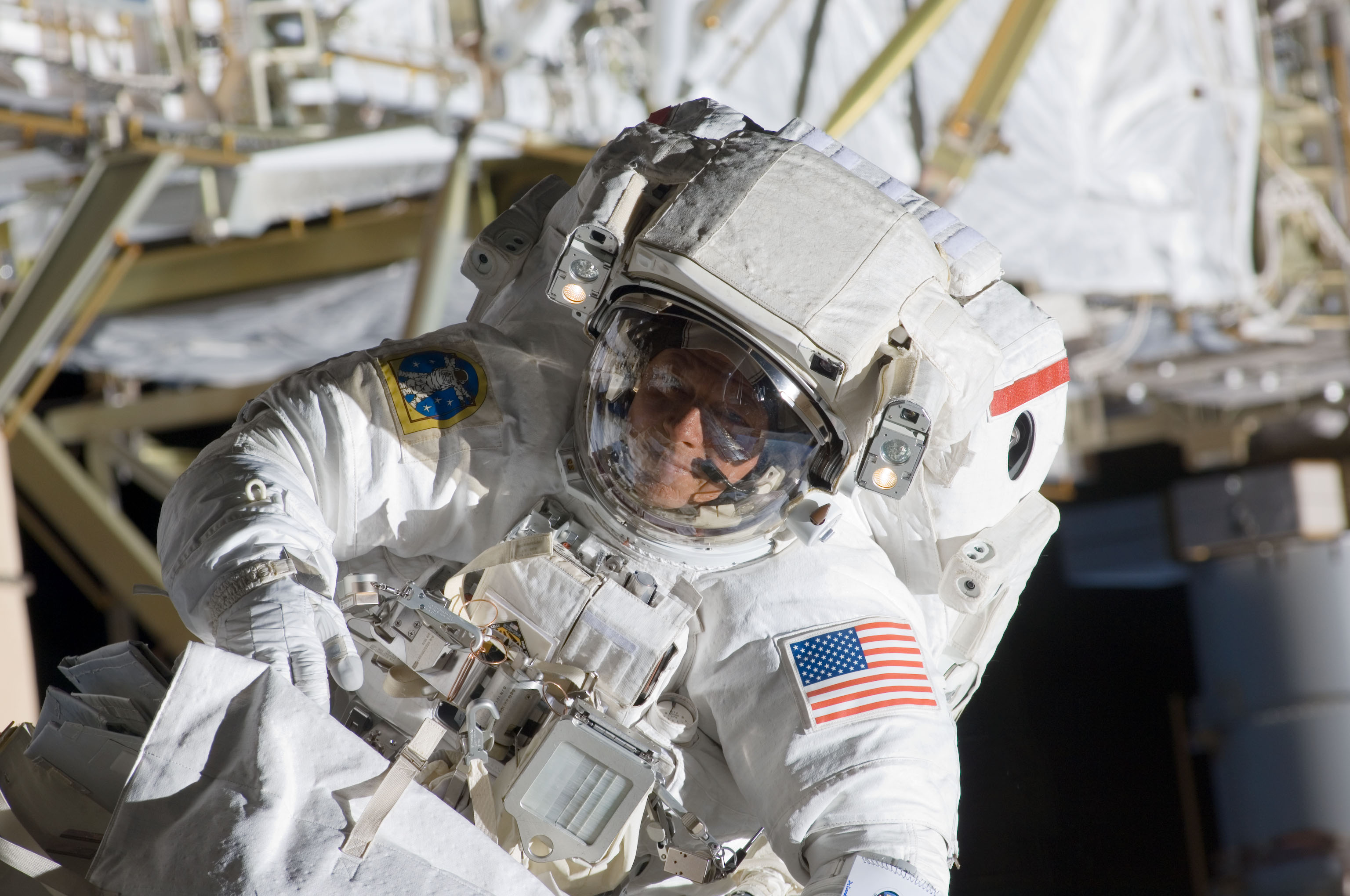
Майк Фоссум працює на МКС
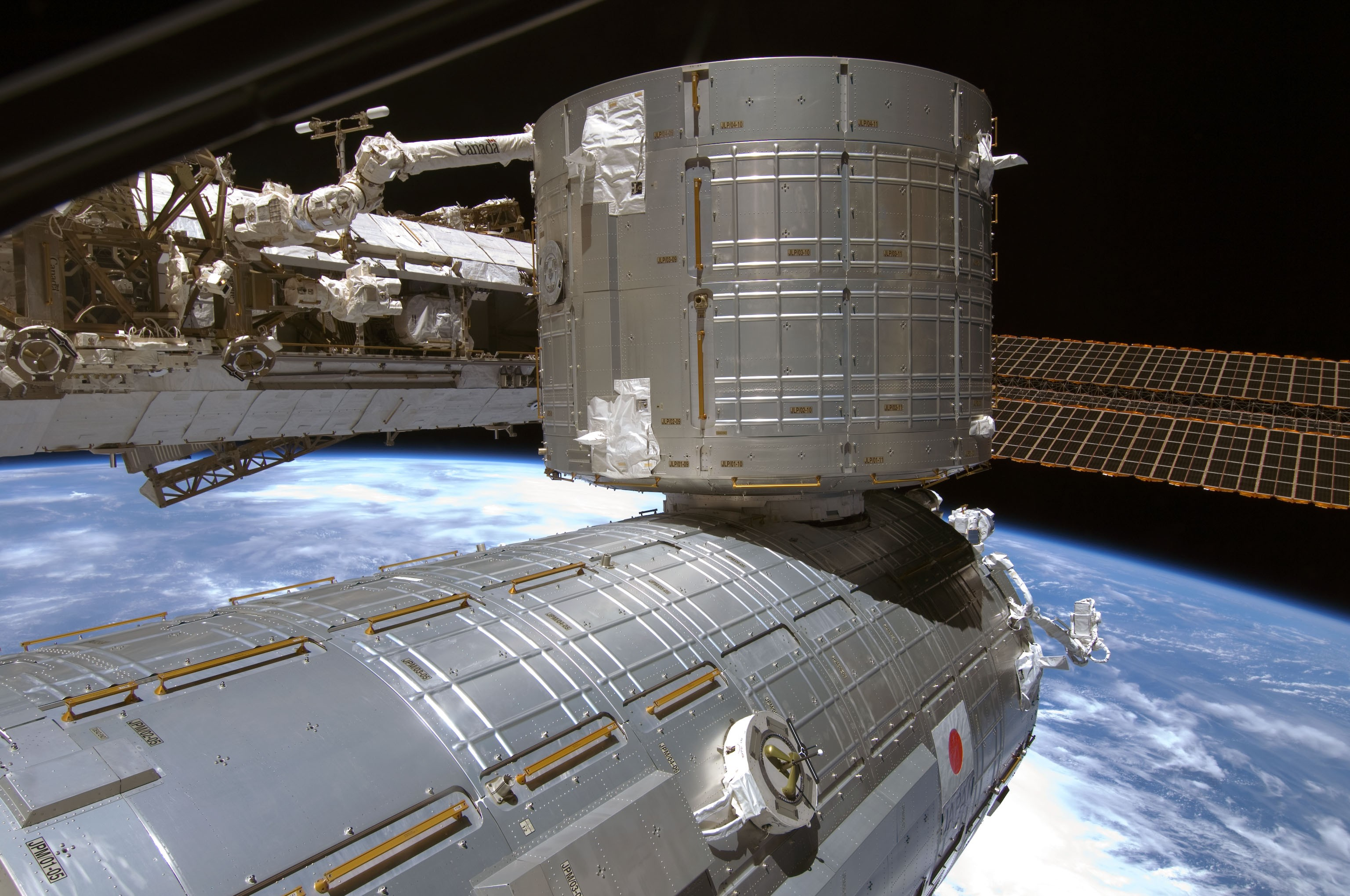
Модуль Кібо, як видно з усередині космічного корабля «Діскавері»
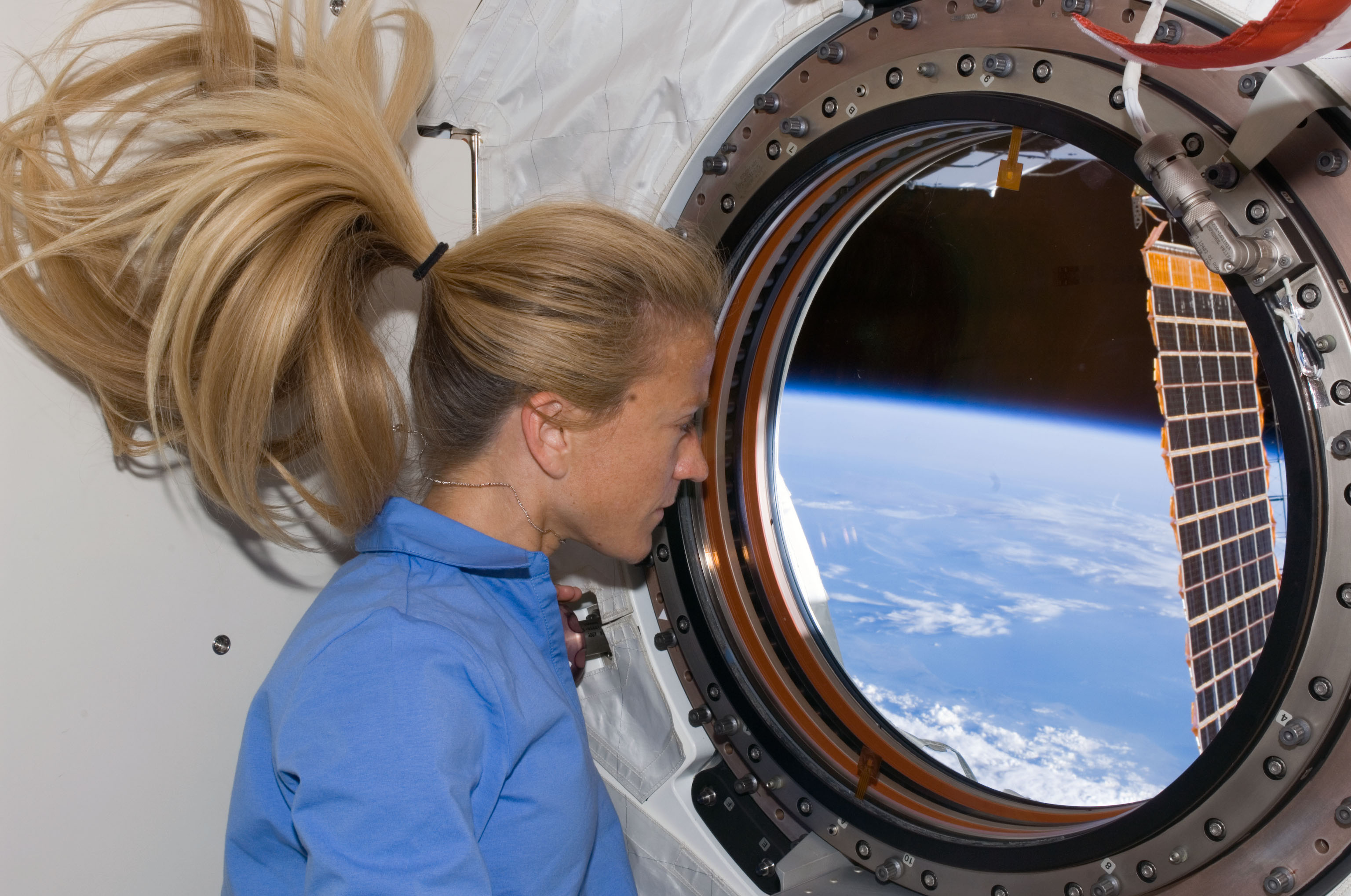
Астронавт Карен Нюберг на польоту 11-й день.
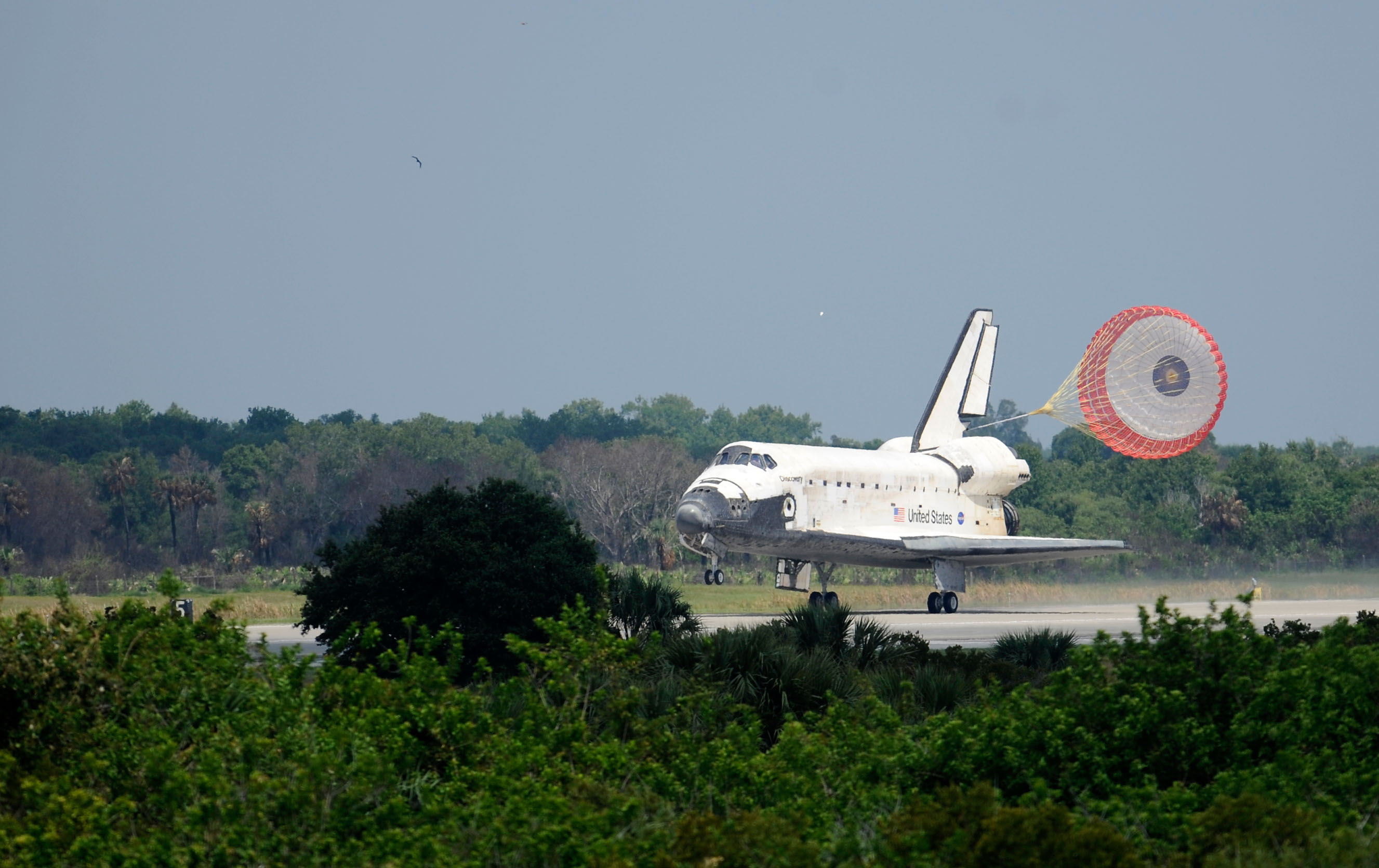
Посадка шаттла Діскавері
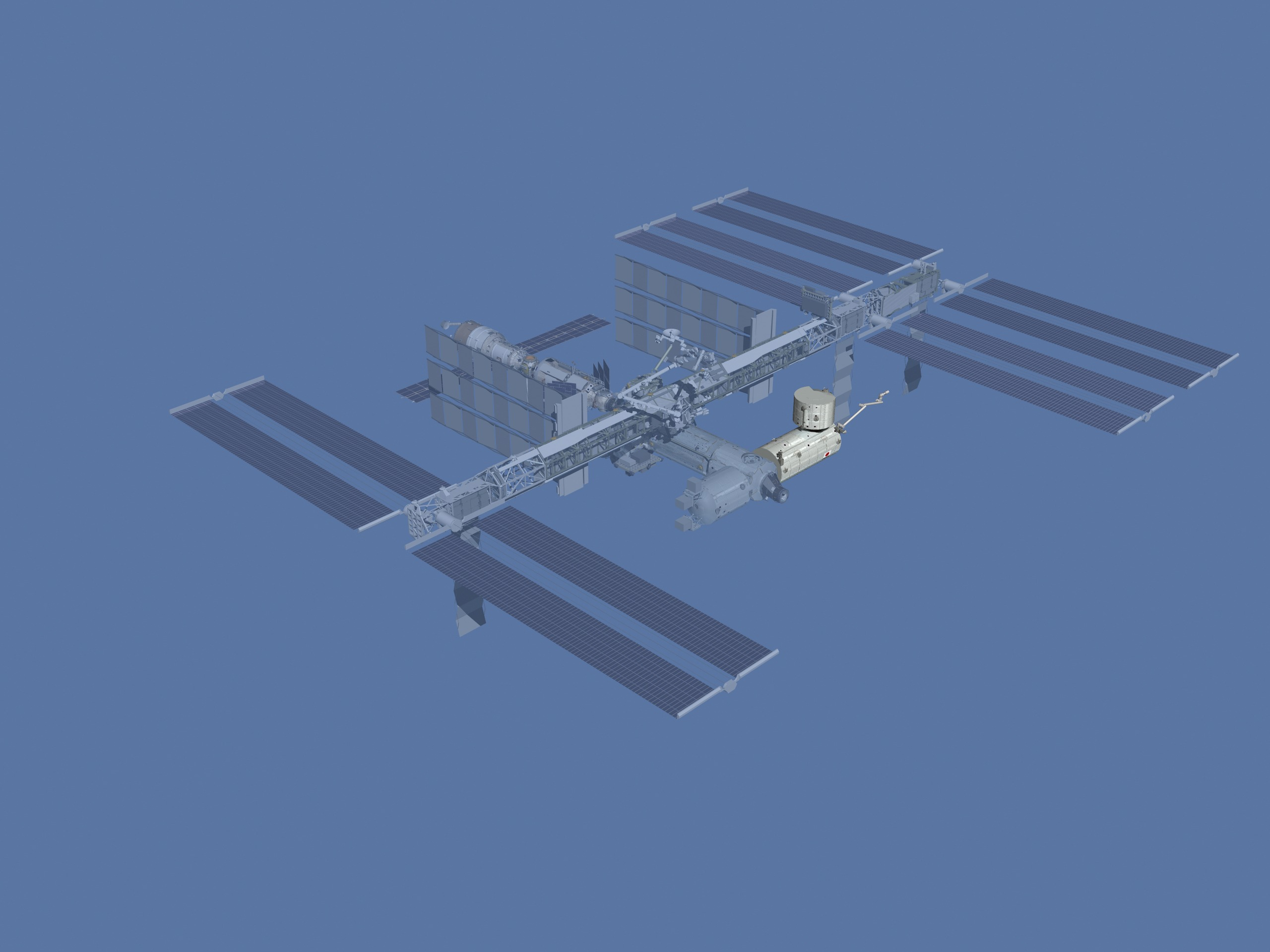
МКС після «STS-124».